# 趙仏保
趙 仏保（ちょう ふつほ、1118年 - ?）は、北宋の徽宗の第28皇女（夭逝を除いて第17皇女）。

## 経歴
淑妃崔氏（後に庶人となった）の五女として重和元年（1118年）に生まれ、永福帝姫の位を授けられた。同母姉に徽福帝姫・敦福帝姫・寧福帝姫・仁福帝姫がいる。
靖康の変後、金に連行され、金の天会6年（1128年）8月に洗衣院に下された。

## 伝記資料
- 『靖康稗史箋證』
- 『宋会要輯稿』